# Duingravertje
Het duingravertje of de duingraafloopkever (Dyschirius obscurus) is een keversoort uit de familie van de loopkevers (Carabidae). De wetenschappelijke naam van de soort werd in 1827 gepubliceerd door Leonard Gyllenhaal.